# Statlig inkomstgaranti för konstnärer
Statlig inkomstgaranti för konstnärer är en form av statligt kulturstöd med livslång lön utan krav på motprestation. Dylika stöd till kulturarbetare förekommer i bland annat de nordiska länderna i olika utformning, och delas ut till, eller har delats ut, till ett begränsat antal personer som har, eller har haft stor betydelse för landets kulturliv. 

## Sverige
Statlig inkomstgaranti för konstnärer i Sverige, ibland folkligt kallat "konstnärslön", för konstnärlig verksamhet av hög kvalitet och stor betydelse för svenskt kulturliv, lämnas till ett begränsat antal konstnärer. De vanligaste mottagarna av inkomstgarantin är författare och översättare, bildkonstnärer och musiker. Bland övriga mottagare finns fotografer och filmare, keramik- och textilkonstnärer, formgivare, regissörer, dansare och skådespelare, samt en clown (Manne af Klintberg) och en schackspelare (Ulf Andersson). Inkomstgarantin tilldelades konstnärer utan ansökan. För författare och översättare har Sveriges författarfond beslutat om garantin, och för övriga konstnärsgrupper Konstnärsnämnden.[källa behövs]
Den första statliga inkomstgarantin för konstnärer delades ut 1964 och kallades då för konstnärsbelöning. 1968 uppgick antalet innehavare till 110 stycken.
Sveriges riksdag beslutade år 2010 att successivt avveckla inkomstgarantin: de personer som redan tilldelats garantin får behålla den, men inga nya beviljas. Efterhand  överförs de medel som frigörs i systemet till långtidsstipendier. 2024 hade 84 personer statlig inkomstgaranti för konstnärer.
Systemet innebar redan från instiftandet 1964 att innehavaren tilldelades en tilläggssumma som garanterade en årsinkomst på fem gånger basbeloppet. 2024 utgjorde detta 286 500 kronor per år. Beloppet minskas om konstnären har andra inkomster. Om konstnären med egna inkomster når upp till nivå om omkring 362 900 kronor eller mer (2024), utbetalas inga pengar. I genomsnitt erhåller innehavarna ungefär halva maxbeloppet.

### Innehavare av inkomstgaranti i Sverige
Innehavare av svensk statlig inkomstgaranti för konstnärer per februari 2014:
| Bildkonstnärer - Tore Ahnoff (avled 2016) - Curt Asker (avled 2015) - Olle Bonniér (avled 2016) - Erland Brand (avled 2020) - Lena Cronqvist (avled 2025) - Carl-Johan De Geer - Stina Ekman - Lars Englund(avled 2025) - Cajsa Holmstrand(avled 2025) - Jan Håfström - Lars Kleen - Beth Laurin - Berit Lindfeldt - Kent Lindfors - Lars Olof Loeld (avled 2023) - Inga Lovén (avled 2016) - Eva Löfdahl - Kajsa Mattas - Björn Melin - Gunvor Nelson (avled 2025) - Ulf Rahmberg - Mari Rantanen - Stig Sjölund - Hans Wigert (avled 2015) - Tryggve Örn (avled 2017) - Anders Widoff Clowner - Manne af Klintberg Dansare - Björn Holmgren (avled 2016) - Mariane Orlando Dockmakare - Arne Högsander Dokumentärfilmare - Peter Berggren (avled 2022) - Nina Hedenius - Mikael Kristersson - Eric M Nilsson - Maj Wechselmann | Filmregissörer - Roy Andersson - Agneta Fagerström-Olsson - Kjell Grede (avled 2017) - Stefan Jarl Formgivare - Jonas Bohlin - Pia Wallén Fotografer - Monica Englund - Hans Gedda - Gunnar Smoliansky (avled 2019) Författare/översättare - Lars Andersson - Siv Arb (avled 2015) - Tobias Berggren (avled 2020) - Anne-Marie Berglund (avled 2020) - Carl-Göran Ekerwald(avled 2025) - Margareta Ekström (avled 2021) - Marianne Eyre - Gösta Friberg (avled 2018) - Margareta Garpe - Lennart Hellsing (avled 2015) - Elisabet Hermodsson (avled 2017) - Margaretha Holmqvist - Ann Jäderlund - Stig Larsson - Sven Lindqvist (avled 2019) - Gabriela Melinescu (avled 2024) - Jan Myrdal (avled 2020) - Göran Palm (avled 2016) - Gunnar E. Sandgren (avled 2016) - Lennart Sjögren - Göran Sonnevi - Lasse Söderberg - Rita Tornborg - Ulrika Wallenström - Gunnel Vallquist (avled 2016) - Bruno K Öijer | Keramiker - Britt-Ingrid Persson - Eva Sjögren (avled 2019) - Kennet Williamsson Kompositörer - Rune Andersson - Marie Bergman - Alf Hambe (avled 2022) - Nils Lindberg (avled 2022) - Janne Schaffer - Leif Strand (avled 2021) - Ann-Sofi Söderqvist - Bengt-Arne Wallin (avled 2015) Koreografer - Cristina Caprioli - Björn Elisson - Efva Lilja - Greta Lindholm - Gun Lund - Eva Lundqvist - Margaretha Åsberg Musiker - Lars-Gunnar Bodin (avled 2021) - Bosse Broberg (avled 2023) - Monica Dominique - Lars Fresk (avled 2023) - Thore Härdelin (d.y.) - Kurt Järnberg - Karin Langebo (avled 2019) - Lucia Negro - Pers Hans Olsson (avled 2020) - Mats Persson - Anders Rosén - Bernt Rosengren (avled 2023) - Nisse Sandström (avled 2021) - Kristine Scholz - Per-Göran Skytt - Janos Solyom (avled 2017) - Björn Ståbi (avled 2020) - Hans-Erik Westberg | Professorer/lärare - Gunnar Bucht, tonsättare - Enno Hallek, bildkonstnär - Dick Hansson, kompositör - Krister Karlmark, formgivare - Karl Gustav Nilson, bildkonstnär - Nils Nisbel, silversmed (avled 2020) Scenografer - Gunilla Palmstierna-Weiss (avled 2022) Schackspelare - Ulf Andersson Skådespelare - Bo W. Lindström Sångare - Christina Högman - Nannie Porres (avled 2025) - Freddie Wadling (avled 2016) Teaterregissörer - Per Edström - Ninne Olsson Textilkonstnärer - Wanja Djanaieff - Sandra Ikse - Viveca Nygren - Kajsa af Petersens (avled 2016) Tonsättare - Lars-Gunnar Bodin (avled 2021) - Daniel Börtz - Mikael Edlund - Ingvar Lidholm (avled 2017) - Miklós Maros - Jan W. Morthenson (avled 2024) - Bo Nilsson (avled 2018) - Sven-David Sandström (avled 2019) - Knut Wiggen (avled 2016) |  |

### Andra statliga konstnärsstipendier i Sverige
Vid sidan om inkomstgarantin finns idag ett antal statliga stipendier till kulturarbetare inom bild, form, dans, film, musik och teater. Bland dessa kan nämnas:
- Arbetsstipendier som varar mellan ett och tio år[10][11]
- Arbetsstipendier till nyetablerade konstnärer
- Rese- och studiestipendier
- Materielstipendier

## Danmark
En så kallad livslång förmån utgår till 275 konstnärer, för närvarande maximalt 267 000 svenska kronor. Förmånen räknas ned mot annan taxeringsbar inkomst som kulturarbetaren får.

## Finland
I Finland utgår inga konstnärslöner. Dock utgår en konstnärspension som 60-årspresent på 151 200 svenska kronor om året som livslång ersättning. 35 nya konstnärer utses varje år som mottagare av den statliga konstnärspensionen som betalas av de finska skattebetalarna.

## Island
Varje år bestäms av alltinget vilka konstnärer som ska beviljas så kallad hederslön. Lönen uppgår till 114 000 kronor och utgår för 2010 till 28 personer. På grund av den finansiella krisen ifrågasattes ordningen under december 2009. Dock utgick hederslön även under 2010 för kulturarbetare på Island.

## Norge
I Norge beviljas en så kallad garantiintäkt till 503 yrkesverksamma konstnärer som bedömts ha gjort en betydande kulturell insats. Ersättningen omprövas med återkommande intervall, tre till fem år, för att säkerställa att konstnären arbetar inom området. Den statliga insatsen för garantiintäkten är 127 miljoner svenska kronor. Ersättningen är på upp till 251 900 svenska kronor.

En översyn av det statliga stödsystemet sker under 2010 av norska kulturministeriet.